# Première Division (Repubblica Centrafricana)
La Première Division è la massima divisione del campionato di calcio della Repubblica Centrafricana. Fu istituita nel 1968.

## Squadre 2021-2022
- Olympic Real Bangui
- Red Star
- SCAF Tocages
- Anges de Fatima
- Tempête Mocaf
- Castel Foot
- 8ème Arrondissement
- Gbangré
- ASOPT
- USCA
- ECB
- UFC Bangui

## Albo d'oro
- 1968:  Cattin
- 1969
- 1970
- 1971:  Olympic Real Bangui
- 1972
- 1973:  Olympic Real Bangui
- 1974:  Anges de Fatima
- 1975:  Olympic Real Bangui
- 1976:  Tempête Mocaf
- 1977:  SCAF Tocages
- 1978:  Anges de Fatima
- 1979:  Olympic Real Bangui
- 1980:  USCA
- 1981:  Mouara
- 1982:  Olympic Real Bangui
- 1983:  Anges de Fatima
- 1984:  Tempête Mocaf
- 1985:  SCAF Tocages
- 1986:  Mouara
- 1987: sconosciuto
- 1988:  Anges de Fatima
- 1989:  SCAF Tocages
- 1990:  Tempête Mocaf
- 1991:  FACA
- 1992:  USCA
- 1993:  Tempête Mocaf
- 1994:  Tempête Mocaf
- 1995:  FACA
- 1996:  Tempête Mocaf
- 1997:  Tempête Mocaf
- 1999:  Tempête Mocaf
- 2000:  Olympic Real Bangui
- 2001:  Olympic Real Bangui
- 2002: annullato
- 2003:  Tempête Mocaf
- 2004:  Olympic Real Bangui
- 2005:  Anges de Fatima
- 2006:  8ème Arrondissement
- 2007: sconosciuto
- 2008:  SCAF Tocages
- 2009:  Tempête Mocaf
- 2010:  Olympic Real Bangui
- 2011:  8ème Arrondissement
- 2012:  Olympic Real Bangui
- 2013-2014:  Tempête Mocaf
- 2014-2015: non disputato
- 2015-2016:  8ème Arrondissement
- 2016:  Olympic Real Bangui
- 2016-2017 :  Olympic Real Bangui
- 2018 :  SCAF Tocages
- 2018-2019 :  Tempête Mocaf
- 2019-2020 : cancellata[1]
- 2020-2021 :  8ème Arrondissement
- 2021-2022 :  Olympic Real Bangui
- 2022-2023:  Red Star
- 2023-2024:  Tempête Mocaf
- 2024-2025:  Tempête Mocaf

## Vittorie per squadra
| Squadra                                | Città  | Vittorie | Anni                                                                                  |
| -------------------------------------- | ------ | -------- | ------------------------------------------------------------------------------------- |
| Tempête Mocaf                          | Bangui | 14       | 1976, 1984, 1990, 1993, 1994, 1996, 1997, 1999, 2003, 2009, 2014, 2018-19, 2024, 2025 |
| Olympic Real Bangui (Olympique Castel) | Bangui | 13       | 1971, 1973, 1975, 1979, 1982, 2000, 2001, 2004, 2010, 2012, 2016, 2016-17, 2022       |
| Anges de Fatima                        | Bangui | 5        | 1974, 1978, 1983, 1988, 2005                                                          |
| SCAF Tocages                           | Bangui | 5        | 1977, 1985, 1989, 2008, 2018                                                          |
| 8ème Arrondissement                    | Bangui | 4        | 2006, 2011, 2016, 2021                                                                |
| FACA                                   | Bangui | 2        | 1991, 1995                                                                            |
| Mouara                                 | Bangui | 2        | 1981, 1986                                                                            |
| USCA                                   | Bangui | 2        | 1980, 1992                                                                            |
| Cattin                                 | Bangui | 1        | 1968                                                                                  |
| Red Star                               | Bangui | 1        | 2023                                                                                  |